# Liste der Hochhäuser in Kasachstan
Die Liste der Hochhäuser in Kasachstan führt alle Hochhäuser in Kasachstan auf, die eine strukturelle Höhe von 100 Metern erreichen oder diese überschreiten. Kasachstans höchster Wolkenkratzer ist mit 210 Metern der Emerald Towers 1 in der Hauptstadt Astana. Die weiteren Wolkenkratzer über 150 Metern Höhe befinden sich entweder in Almaty oder in Astana.

## Liste der höchsten Hochhäuser
| Bild | Nr. | Name              | Höhe  | Nutzung                       | Etagen | Baujahr | Stadt  | Bemerkungen |
| ---- | --- | ----------------- | ----- | ----------------------------- | ------ | ------- | ------ | --- |
|      | 1   | Emerald Towers 1  | 210 m | Büro                          | 45     | 2012    | Astana | |
|      | 2   | Northern Lights 1 | 180 m | Büro                          | 44     | 2008    | Astana | |
|      | 3   | Railways Building | 175 m | Büro                          | 40     | 2009    | Astana | |
|      | 4   | Esentai Tower     | 166 m | Büro                          | 36     | 2008    | Almaty | |
|      | 5   | Grand Alatau 1    | 159 m | Wohnungen                     | 38     | 2007    | Astana | |
|      | 6   | Emerald Towers 2  | 155 m | Büro                          | 37     | 2011    | Astana | |
|      | 7   | Northern Lights 2 | 152 m | Büro                          | 37     | 2008    | Astana | |
|      | 8   | Transport Tower   | 150 m | Büro                          | 34     | 2003    | Astana | |
|      | 9   | Khan Shatyr       | 150 m | Einkaufszentrum, Erlebnispark | 8      | 2010    | Astana | |
|      | 10  | Grand Alatau 3    | 144 m | Wohnungen                     | 43     | 2009    | Astana | |
|      | 11  | Triumph Astana    | 142 m | Hotel, Wohnungen              | 39     | 2006    | Astana | |
|      | 12  | Northern Lights 3 | 128 m | Büro                          | 32     | 2010    | Astana | |
|      | 13  | Hotel Kasachstan  | 102 m | Hotel                         | 25     | 1978    | Almaty | Derzeit zweithöchstes Gebäude in Almaty. Von seiner Fertigstellung 1978 bis 2008 war es das höchste Gebäude der Stadt. |
|      | 14  | Peking Palace     | 121 m | Büro                          | 25     | 2009    | Astana | |
|      | 15  | Grand Alatau 2    | 117 m | Wohnungen                     | 28     | 2007    | Astana | |
|      | 16  | Almaty Towers     | 100 m | Büro                          | 25     | 2008    | Almaty | |
|      | 17  | Mäschilis         | 100 m | Büro                          | 22     | 2004    | Astana | |

### Hochhäuser im Bau
| Bild | Name            | Höhe  | Nutzung | Etagen | Jahr           | Stadt  | Bemerkungen                                                             |
| ---- | --------------- | ----- | ------- | ------ | -------------- | ------ | ----------------------------------------------------------------------- |
|      | Abu Dhabi Plaza | 382 m | Büro    | 75     | 2020[veraltet] | Astana | Nach der Fertigstellung wird es das höchste Gebäude Zentralasiens sein. |